# 托克托電廠
托克托電廠，全称内蒙古大唐国际托克托发电有限责任公司，简称托克托发电公司，是位於中华人民共和国内蒙古自治区呼和浩特市托克托县的一座燃煤火力發電廠，与准格尔煤田隔黄河相望，於1995年11月由托克托電力公司進行營運 。
在2017年2月25日，第五期工程兩座660MW的超超臨界機組通過168小時試運行後正式商轉，托克托電廠總裝置容量達6720MW，超越台灣的台中火力發電廠容量5824MW，成為世界第一大火力發電廠。